# 黃宏任
黃宏任（1983年8月12日—），出生於台灣高雄市，為台灣的棒球選手之一，曾效力於中華職棒La New熊隊，守備位置為投手。2008年球季效力於中信鯨隊，年底特別選秀會被La New熊第二輪第三指名挑走。
2010年初，因涉及假球案，遭到球團開除，並且受中華職棒聯盟終身禁賽處分。

## 經歷
- 高雄市中正國小少棒隊（港都）
- 高雄市立五福國民中學青少棒隊
- 高雄市三民高中青棒隊
- 台灣體院棒球隊（富邦公牛）
- 中信鯨隊代訓球員
- 中華職棒中信鯨（2008年~2008年11月11日）
- 中華職棒La New熊（2009年~2010年1月5日）

## 職棒生涯成績
| 年度   | 球隊     | 出賽 | 勝投 | 敗投 | 中繼 | 救援 | 完投 | 完封 | 四死 | 三振 | 責失 | 投球局數 | 防禦率 |
| ------ | -------- | ---- | ---- | ---- | ---- | ---- | ---- | ---- | ---- | ---- | ---- | -------- | ------ |
| 2008年 | 中信鯨   | 41   | 4    | 6    | 4    | 5    | 0    | 0    | 25   | 43   | 34   | 84.1     | 3.63   |
| 2009年 | La New熊 | 19   | 3    | 2    | 0    | 0    | 1    | 0    | 22   | 23   | 33   | 49.1     | 6.02   |
| 合計   | 2年      | 60   | 7    | 8    | 4    | 5    | 1    | 0    | 47   | 66   | 67   | 133.2    | 4.51   |

- 成績累績至2009年10月7日

## 特殊事蹟
- 2010年1月4日與李義偉涉及職棒簽賭案遭到約談，兩人皆已認罪遭到中華職棒聯盟以及球隊開除。

## 外部連結
- 黃宏任在台灣棒球維基館上的頁面（繁體中文）
- 球員資訊和成績在中華職棒官網（中文）